# Relativer Mehrwert
Die Produktion des relativen Mehrwerts bezeichnet in der Kritik der politischen Ökonomie von Karl Marx die Vergrößerung der Mehrwertrate durch die sog. reelle Subsumtion der Arbeit unter das Kapital. Diese reelle Subsumtion setzt die formelle Subsumtion (vgl. Absoluter Mehrwert) voraus und vollendet sie, indem sie den Arbeitsprozess selbst revolutioniert und produktiver macht. Fällt dadurch der Wert der Waren, die als notwendig gelten, damit sich die Arbeitskraft reproduzieren kann, so sinkt der Wert der Arbeitskraft. Dann sinkt die notwendige Arbeitszeit und die Mehrarbeitszeit steigt.

## Prinzip
Nach Marx ist der Wert der Arbeitskraft gleich derjenigen Menge an Lebensmitteln, die als notwendig gelten, damit sich eine durchschnittliche Arbeitskraft reproduzieren kann. Das Wort Lebensmittel ist dabei in einem weiten Sinne zu verstehen: es meint nicht nur Nahrungsmittel, Kleidung und Wohnung, sondern kann noch weitere Dinge umfassen. Es geht nicht nur um das Nötige zur Erhaltung eines Individuums, sondern auch um das Nötige zur Erhaltung einer Arbeiterfamilie, denn die Klasse als solche muss sich reproduzieren können; ebenso gehören auch die Bildungskosten für die heranwachsende Generation dazu. Was als notwendig gilt, hängt von historischen und moralischen Faktoren ab. Es kann von Land zu Land und mit der Zeit variieren. Ferner hängt der Umfang auch davon ab, was die jeweilige Arbeiterklasse als notwendig geltend macht. Der Lohn bzw. Preis der Arbeitskraft kann prinzipiell auch über oder unter dem Wert liegen. Der Preis kann nicht nur den Wert, sondern auch einen momentanen Überschuss oder Mangel an Arbeitskräften anzeigen und entsprechend fallen oder steigen. Der Wert der Arbeitskraft verändert sich aber nur dann, wenn sich der Umfang der notwendigen Lebensmittel oder deren Wert verändert.
Indem die Kapitalisten die Produktivkraft der Arbeit in denjenigen Bereichen steigern, die für die Produktion der Lebensmittel der Arbeiter relevant sind, senken sie den Wert dieser Lebensmittel und somit den Wert der Arbeitskraft. Zu den relevanten Bereichen zählen diejenigen Branchen, die die betreffenden gewöhnlichen Lebensmittel produzieren oder die Produkte schaffen, die erstere ersetzen können; ferner gehören auch diejenigen Branchen dazu, die die Produktionsmittel bzw. Rohstoffe oder Maschinen bereitstellen, mittels derer die Lebensmittel hergestellt werden. Marx nennt als Mittel, die der Steigerung der Produktivkraft der Arbeit dienen, Kooperation, Arbeitsteilung und den Einsatz von Maschinerie bzw. Automatisierung.
Verlängerte ein Kapitalist die Arbeitszeit, brächte ihm das verständlicherweise Vorteile bzw. einen größeren Mehrwert. Im Falle der Produktivkraftsteigerung ist es zunächst weniger ersichtlich. Wenn z. B. ein Tischproduzent die Produktivkraft seiner Arbeiter steigert, dann werden Tische zwar billiger, aber nur insoweit Tische zu den notwendigen Lebensmitteln zählen, würde der Wert der Arbeitskraft sinken. Die Verbilligung der Arbeitskraft wäre relativ gering und bis zur Verbilligung würde es lange dauern. Marx fragt sich daher, was den einzelnen Kapitalisten antreibt.
Die Antwort findet sich in der Kategorie des Extramehrwerts: Indem der einzelne Kapitalist die Produktivität seiner Arbeiter steigert, kann er den individuellen Wert seiner Produkte reduzieren und zum üblichen gesellschaftlichen Wert verkaufen – die Differenz ist der Extramehrwert; wenn sich die neue Produktionsmethode verallgemeinert hat, dann ist der Extramehrwert verschwunden. Dann ist die gesellschaftlich notwendige Arbeitszeit, um die betreffende Warensorte zu produzieren, gesunken. Ihr Wert sinkt. Nur wenn diese Ware zu denjenigen Lebensmitteln zählt, die als notwendig gelten, damit sich die Arbeitskraft reproduzieren kann, sinkt auch der Wert der Arbeitskraft. Das ermöglicht die Steigerung der Mehrwertrate. Der Arbeiter braucht weniger Zeit, um ein Wertäquivalent seines Lohnes zu schaffen. Sinkt nun der Lohn, so steigt der Mehrwert.
Der Kapitalist, der als Erster die Produktivkraft steigert, kann die übliche Warenmenge mit weniger Arbeitskräften produzieren oder die Produktion ausdehnen. Ersteres ist unwahrscheinlich. Oft rechnet sich die Einführung neuer Maschinen nur dann, wenn mehr produziert wird. Zudem wird er versuchen, seine vorübergehende Monopolstellung auszunutzen, um möglichst viel Extramehrwert zu erzielen. Schließlich ist der Kapitalist bestrebt, seine Maschine möglichst schnell zu verschleißen, bevor sie durch eine billigere Variante desselben Typs oder durch neue bessere Maschinen entwertet wird. Um die größere Warenmenge absetzen zu können, muss er einen größeren Absatzmarkt finden oder ansonsten den Preis senken; er wird dann unter dem gesellschaftlichen Wert, aber über dem individuellen Wert der Ware verkaufen. In diesem Fall setzt er seine Konkurrenten unter Druck: sie müssen ebenfalls die Produktivkraft steigern, da sie ansonsten weniger Gewinn erzielen können. Die Gesetze, die dem Kapital innewohnen, wie die Verlängerung des Arbeitstages und die Produktivkraftsteigerung, setzen sich gegenüber dem einzelnen Kapitalisten als Sachzwang bzw. Konkurrenzdruck durch.

## Einfaches Rechenbeispiel
Man kann ein stark vereinfachtes Beispiel konstruieren, das auf dem 15. Kapitel des ersten Bandes von Das Kapital beruht, um den Sachverhalt zu illustrieren. Man nehme an, dass sich schlagartig in allen Branchen die Produktivkraft der Arbeit verdoppelt, während andere Umstände gleich bleiben, wie vor allem die Länge des Arbeitstages und die Intensität der Arbeit. Dann werden in gleicher Zeit doppelt so viele Waren produziert. Der Wert der vorherigen Warenmenge wäre gleich dem Wert der vergrößerten Warenmenge. Jede Ware wäre halb so viel wert wie zuvor.
Man nehme ferner an, ein Arbeiter schuf vor der Verdoppelung der Produktivkraft pro Tag in seiner notwendigen Arbeitszeit einen Wert von 50 und in der Zeit der Mehrarbeit einen Mehrwert von 50. Durch die Produktivitätssteigerung wurde der Wert der notwendigen Lebensmittel halbiert. Der Wert der Arbeitskraft liegt nun bei 25. Der Kapitalist könnte den Lohn von 50 auf 25 senken. Die reale Kaufkraft des Lohnes wäre die gleiche wie zuvor. Der Mehrwert des Kapitalisten könnte entsprechend um 25 erhöht werden und steigt auf 75. Der Arbeiter schafft nun in kürzerer Zeit ein Wertäquivalent seines Arbeitslohnes und die Mehrarbeitszeit wird entsprechend ausgedehnt.

## Bedeutung

### Lebensstandard der Arbeiterklasse
Die Arbeiter könnten die Produktivitätssteigerung nutzen, um ihren Lebensstandard zu erhöhen. Sind sie stark genug organisiert, dann können sie erzwingen, dass der Lohn nicht ganz auf den neuen Wert der Arbeitskraft fällt, sondern etwas darüber liegt. In unserem Beispiel hieße das, dass der Lohn nicht von 50 auf 25 gesenkt wird, sondern beispielsweise nur auf 40. Der Lohn des Arbeiters wäre nominal von 50 auf 40 gesunken, aber der Arbeiter kann bereits mit 25 die gleiche Menge an Waren kaufen wie vor der Steigerung der Produktivität. Sein Reallohn ist also gestiegen.

### Krise
Siehe Hauptartikel: Marxistische Krisentheorie
In Das Kapital gibt es keine zusammenhängende Krisentheorie, sondern es gibt im gesamten Werk verstreute Bemerkungen über das Thema. Wichtige Argumente sind unabhängig vom Gesetz des tendenziellen Falls der Profitrate. Nach Marx tendiert die kapitalistische Produktionsweise notwendig zu Krisen. Sie trennt das, was notwendig zusammen gehört, nämlich Produktion und Konsumtion. Sie tendiert dazu, die Produktion systematisch auszudehnen und zugleich die Konsumtion zu beschränken.
Die Steigerung des relativen Mehrwerts ist ein zentraler Faktor, der Krisen begünstigt. Im Abschnitt Prinzip wurde erwähnt, dass die Steigerung der Produktivkraft sehr wahrscheinlich damit einhergeht, dass die Produktion ausgedehnt wird. Wenn Kapitalisten miteinander konkurrieren, dann müssen sie versuchen, den Profit zu maximieren. Nur so können sie sicherstellen, dass sie genügend Mittel haben, um in ihr Unternehmen zu investieren und modernisieren zu können. Diese Logik erfordert, dass die Kapitalisten versuchen, die Arbeitskosten zu minimieren, also möglichst wenig Arbeitskräfte einzusetzen und ihnen möglichst wenig zu zahlen. Das beschränkt die Nachfrage der Arbeiterklasse. Des Weiteren wird auch die Nachfrage der Kapitalisten nach Produktionsmitteln beschränkt. Sie kaufen nur dann Produktionsmittel, wenn sie sich davon Profit erwarten und wenn dieser erhoffte Profit größer ist als der Profit, den sich der Kapitalist von anderweitigen Verwendungsmöglichkeiten seines Kapitals verspricht, wie z. B. als zinstragendes Kapital.
Laufen Produktion und Konsumtion lange genug auseinander, dann kommt es zur Überproduktion und Überakkumulation. Es gibt dann zu viel Kapital, das nicht verwertet werden kann: zu viel Warenkapital, das nicht abgesetzt werden kann, zu viel produktives Kapital, das überflüssig ist, und zu viel Geldkapital, das nicht realisiert werden kann. Das Ziel der kapitalistischen Produktionsweise, die Kapitalverwertung bzw. Profitmaximierung, wird dadurch stark beeinträchtigt. Viele Menschen werden arbeitslos und Unternehmen gehen unter.

### Vom Extramehrwert zum Extraprofit
Der Ausdruck Extramehrwert taucht bereits im ersten Band von Das Kapital auf, in dem Marx primär den Produktionsprozess behandelt. Im dritten Band kann er die Einsicht, dass die Produktion und Zirkulation des Kapitals eine Einheit bilden, voraussetzen und befasst sich mit dem Gesamtprozess. Er versucht seine bis dahin entwickelten Kategorien konkreter zu fassen, um sich dem empirischen Kapital anzunähern. Er unterscheidet den Mehrwertbegriff vom Profitbegriff, mit dem eine Mystifikation einhergeht, und entsprechend die Mehrwertrate von der Profitrate. Dass die Einzelkapitale miteinander konkurrieren, bewirkt, dass die individuellen Profitraten dazu tendieren, sich zu einer allgemeinen Profitrate auszugleichen. Der Kostpreis einer Ware, der die Kosten für konstantes und variables Kapital pro Wareneinheit umfasst, multipliziert mit der durchschnittlichen Profitrate ergibt den Durchschnittsprofit.
Die Verbilligung der Elemente des konstanten Kapitals, dessen sparende Nutzung oder ein schnellerer Umschlag des Kapitals können dazu dienen, dass ein Kapitalist seine Profitrate steigert. Die wesentliche Quelle der Mehrwertproduktion ist jedoch, dass Lohnarbeiter ausgebeutet werden. Die beiden wesentlichen Wege, um die Ausbeutung zu erhöhen, sind die Arbeitszeitverlängerung und die Steigerung der Produktivität der Arbeit.
Ein Kapitalist kann unter bestimmten Umständen einen überdurchschnittlichen Profit erzielen, den sogenannten Extraprofit oder Surplusprofit. Wie im ersten Band bereits erwähnt betrifft das einen Kapitalisten, der als Erster eine Erfindung in die Produktion einführt, billiger produziert als seine Konkurrenten, aber zum Marktpreis verkauft. Bis zur Verallgemeinerung der Erfindung kann er so einen Extraprofit erzielen. Eine weitere Möglichkeit bietet der Außenhandel. Ein Kapitalist könnte Waren über Wert exportieren und die Konkurrenten im Importland, die die betreffende Ware schwerer produzieren können, preislich unterbieten. Ferner könnte ein Kapitalist über natürliche Ressourcen verfügen, mit denen er die Produktivkraft seiner Arbeiter steigern kann, und diese Ressourcen monopolisieren. Marx nennt als Beispiel einen Kapitalisten, der einen Wasserfall nutzt und somit billiger produzieren kann als seine Konkurrenten, die auf Dampftechnologie setzen.
Ein Surplusprofit kann jedoch auch dadurch erzielt werden, indem der Kapitalist ein Produkt verkauft, das einen limitierten Bereich der Natur erfordert, wie im Falle eines seltenen Weines. Der Preis dafür richtet sich nur nach der Kaufkraft und danach, wie sehr die Käufer das betreffende Produkt schätzen. Der Preis hängt nicht vom eigentlichen Wert des Produkts ab.

## Fordismus als historisches Beispiel
Der Automobilhersteller Henry Ford (1863–1947) führte für sein Modell T eine neue Produktionsweise ein. Diese war unter anderem durch eine hohe Arbeitsteilung bzw. Taylorismus und standardisierte Massenproduktion am Fließband gekennzeichnet. Das steigerte die Produktivkraft der Arbeit enorm und verbilligte Fords Autos, so dass mehr Menschen Autos kaufen konnten. Um die Fluktuation zu verringern, erhöhte Ford den Lohn seiner Arbeiter.
Diese Produktionsweise wurde auf weitere Branchen ausgedehnt, die alltägliche Lebensmittel der Arbeiterklasse produzierten, wie Kühlschränke, Waschmaschinen, Radios, Fernseher usw. Das führte dazu, dass viele Lebensmittel der Arbeiterklasse auf kapitalistische Weise produziert und stark verbilligt wurden. Der Lebensstandard der Arbeiterklasse konnte somit steigen. Der Wert der Arbeitskraft sank und die Reallöhne wuchsen, aber ebenso stiegen auch die Gewinne.

## Besondere Antriebe der Produktivkraftsteigerung

### Kooperation, Arbeitsteilung, Maschinerie
Kooperation bedeutet, dass mehrere Arbeiter nach einem Plan zusammen und nebeneinander arbeiten, sei es in einem Prozess oder in miteinander verbundenen Prozessen. Das kann in mehreren Hinsichten die Produktivität erhöhen. Nutzen Arbeiter die Produktionsmittel zusammen, dann werden diese weniger verbraucht und das Produkt wird billiger. Wenn zum Beispiel ein Weber 20 Personen beschäftigt, so erfordert das weniger Räumlichkeiten, als wenn 10 Weber jeweils zwei Personen beschäftigen. Ferner bildet ein Kollektiv eine neue soziale Produktivkraft, die Dinge tun kann, zu denen ein einzelner Arbeiter allein nicht fähig wäre. Ein Arbeiter allein kann einen Baumstamm nicht tragen, aber ein hinreichend großes Kollektiv schon. Des Weiteren liegt es in der menschlichen Natur, dass sich meist Rivalitäten entwickeln und die Arbeiter miteinander konkurrieren, so dass der Einzelne produktiver arbeitet.
Im Falle der Arbeitsteilung in einer Manufaktur wird ein komplexer Arbeitsprozess zerlegt. Marx unterscheidet hier zwei Arten der Neuorganisation von Handwerken, Fähigkeiten und Werkzeugen: entweder kooperieren Handwerker verschiedener Handwerksarten unter einem Kapitalisten oder mehrere Handwerker einer Handwerksart arbeiten zusammen für einen Kapitalisten, wobei sie sich auf Teilfunktionen spezialisieren. In beiden Fällen entstehen Teilarbeiter, die sich jeweils langfristig auf bestimmte Aufgaben und Werkzeuge beschränken; sie üben sich darin und werden so geschickter und schneller. Ferner werden auch Pausen zwischen einzelnen Tätigkeiten eines Arbeitsprozesses reduziert und Teile des Arbeitsprozesses können nun gleichzeitig erfolgen. Die Arbeitsteilung in einer Manufaktur treibt auch die Arbeitsteilung innerhalb der Gesellschaft voran, so dass sich verschiedene Gewerbe ausdifferenzieren. Weltmarkt und Kolonialsystem verstärken diese Entwicklung.
Der wichtigste Faktor für die Steigerung der Produktivkraft ist die Einführung von Maschinen und Maschinensystemen. Eine Maschine kann mehr Werkzeuge gleichzeitig bedienen als ein Handwerker. Maschinen spielen in der Manufaktur keine oder kaum eine Rolle, sondern sind charakteristisch für die Fabrik. In einer Fabrik bleiben abgesehen von den Tätigkeiten, die noch nicht mechanisiert worden sind, meist nur noch das Überwachen, die Korrektur von Fehlern, Reparaturen usw. Einst geschickte Arbeiten werden von Maschinen übernommen und der Arbeiter wird zum Anhängsel der Maschine, die ihn als Erscheinungsform des Kapitals beherrscht. Während die geistige Kraft der Arbeiter in dieser Hinsicht reduziert wird, wird die Wissenschaft eine eigenständige Produktivkraft, die neben den Arbeiter tritt und im Dienst des Kapitals steht; durch die Dequalifizierung kann der Produktionsprozess leichter als in der Manufaktur mittels der Wissenschaft neu organisiert werden.
Die Produktivkraftsteigerung hängt auch von der Lohnhöhe ab. Ein Spezifikum der Maschinerie ist, dass sie den Kapitalisten Geld kostet. Sie wird nur dann eingeführt, wenn die Verteuerung, die ihr Kauf bewirkt, überkompensiert werden kann, indem die Lohnstückkosten entsprechend fallen. Sind die Löhne relativ hoch, rechnet es sich eher eine neue Maschine einzuführen.

### Konzentration, Zentralisation, Kreditsystem
Konzentration, Zentralisation und Kreditsystem pushen die Steigerung der Produktivkraft. Konzentration bezeichnet den Prozess, in dem ein Kapital akkumuliert. Unter gleich bleibenden Umständen bedeutet das, dass der betreffende Kapitalist mehr Arbeitskräfte und Produktionsmittel unter seinem Kommando konzentriert. Das gesellschaftliche Gesamtkapital akkumuliert, indem die Einzelkapitale, aus denen es besteht, akkumulieren. Unter Zentralisation versteht Marx den Prozess, in dem eigenständige Kapitale miteinander verschmelzen. Ob das durch eine feindliche Übernahme geschieht oder durch die Gründung einer Aktiengesellschaft, spielt keine Rolle. Größere Kapitale können leichter in neue Produktionsmittel investieren und so die Produktivität erhöhen. Dank des Kreditsystems können Kapitalmassen gebündelt und relativ flexibel zwischen Branchen bewegt werden; ein Kapitalist kann sein verfügbares Kapital steigern, schneller akkumulieren und ebenfalls in neue bessere Produktionsmittel investieren.
Diese Prozesse hängen eng miteinander zusammen. Die Konzentration erlaubt es, dass sich Teilkapitale von einem Kapitalkomplex abspalten und eigenständig werden. Das erhöht die Konkurrenz und den zentralisierbaren Stoff. Die Zentralisation wird primär durch Konkurrenz und Kreditsystem angetrieben. Die größeren Kapitale schlagen die kleineren im Preis, da sie bessere Produktionsmittel mit höherer Produktivität haben. Mit der Entwicklung der kapitalistischen Produktionsweise steigt das Kapital, das erforderlich ist, um ein Unternehmen entsprechend den normalen Bedingungen zu betreiben. Kleinere Kapitale suchen sich daher Nischen, in denen weniger Startkapital erforderlich ist. Dort steigt die Konkurrenz. Einige Konkurrenten werden untergehen und andere werden von ihren Konkurrenten gekauft. Langfristig bleiben nur wenige Kapitale in der einstigen Nische übrig. Das Kreditsystem wird im Konkurrenzkampf zur Waffe, das eine schnellere Akkumulation erlaubt.

### Natur
In jeder Gesellschaftsform müssen Menschen gemäß ihren Bedürfnissen Naturstoffe umformen, um Gebrauchswerte zu schaffen. Natur und Arbeit sind somit notwendige Bedingungen des stofflichen Reichtums einer Gesellschaft.
Marx betrachtete die Natur als einen grundlegenden Faktor, von dem die Produktivkraft der Arbeit abhängt. Hinsichtlich der Naturbedingungen der Produktivität unterscheidet Marx die Natur des Menschen von der Natur, die ihn umgibt. Diese äußeren Faktoren unterteilt er in jene, die Lebensmittel liefern, wie zum Beispiel fruchtbarer Boden oder fischreiche Gewässer, und jene Ressourcen, die Arbeitsmittel darstellen, wie beispielsweise Wasserfälle, schiffbare Flüsse, Holz, Metalle oder Kohle. In frühen Kulturstufen sind erstere wichtiger und in späteren Kulturstufen letztere ausschlaggebender.
Von der Üppigkeit der Natur hängt ab, wann Mehrarbeit beginnen kann. Ist die Natur jedoch zu üppig, so muss der Mensch nicht lernen, sie zu beherrschen. Die gemäßigte Klimazone sei das „Mutterland des Kapitals“. Ein Boden, der verschiedenartige Produkte liefert, bildet die natürliche Grundlage der Arbeitsteilung; für die Entwicklung der Industrie ist der wichtigste Faktor, dass Menschen gemeinsam Naturkräfte kontrollieren müssen, wie zum Beispiel durch Errichtung von Kanälen für die Landwirtschaft. Die Wissenschaft und Technologie ermöglicht es, die Naturressourcen im Produktionsprozess zu nutzen, um die Produktivität zu steigern.

## Parallelen zu Schumpeters Konjunkturtheorie
Joseph Alois Schumpeter (1883–1950) würdigte in seiner Konjunkturtheorie Marx' Grundidee, dass sich die Wirtschaft aus ihrer inneren Dynamik heraus entwickelt. Laut dem Wirtschaftshistoriker und Schüler Schumpeters Eduard März (1908–1987) findet sich in Schumpeters Werk Marx’ Idee wieder, wonach die kapitalistische Produktionsweise aus der ihr immanenten Dynamik zu technischen Innovationen neigt, die dem Pionier eine temporäre Monopolstellung und entsprechende Gewinne ermöglichen.
Nach Schumpeter besteht die Unternehmerfunktion nur darin, Innovationen einzuführen. Das betrifft vor allem neue Produkte, neue Produktionsweisen, neue Rohstoffquellen oder Absatzmärkte oder eine Neuorganisation von Industrieeinheiten, wie etwa durch Herstellung oder Aufbrechen einer Monopolstellung. Die Innovation erlaubt es einem Unternehmer einen Unternehmergewinn zu realisieren. Ein Unternehmer, der als Erster eine Innovation einführt, mit der er billiger produziert als seine Konkurrenten, kann zum Marktpreis verkaufen. Dieser Gewinn wird ihm aber wieder strittig gemacht: einerseits durch Imitatoren, die seine Monopolstellung aufheben, andererseits durch gesteigerte Kosten der entsprechenden Produktionsfaktoren, da die Nachfrage nach ihnen steigt. Als einen Haupthebel dieser Entwicklung betrachtete Schumpeter Banken, die ex nihilo Geldmittel schaffen, denen kein Güterangebot entgegensteht; so können diese dem Unternehmer Kapital für seine Innovation bereitstellen.
Dem Einwand, Marx habe nur die kostensparende neue Produktionsweise als Innovation gekannt, entgegnet Eduard März, dass bereits in Marx' Frühwerk bzw. in Passagen von Manifest der Kommunistischen Partei mehrere Innovationstypen implizit enthalten seien, wie neue Güter, neue Produktionsweisen, neue Rohstoffquellen und Märkte.
Die theoretischen Ansätze von Marx und Schumpeter unterscheiden sich in einigen fundamentalen Hinsichten. Schumpeter kritisiert die Arbeitswerttheorie und Ausbeutungstheorie von Marx. Diese sind grundlegend für Marx' Kapitalbegriff, wonach Kapital als sich verwertender Wert verstanden wird und auf Ausbeutung von Lohnarbeitern beruht. Schumpeters Kapitalbegriff ist monetär und rein funktional. Kapital ist eine Summe von Zahlungsmitteln, mit denen der Unternehmer auf dem Markt diejenigen Güter kauft, die er für seine Innovation braucht; Kapital wird zum Herrschaftsinstrument über diese Güter. Die Güter selbst sind kein Kapital. Im Falle von Marx werden hingegen Produktionsmittel und Arbeitskraft in der Sphäre des industriellen Kapitals als produktives Kapital aufgefasst. Schumpeter betonte psychische Motive des Unternehmers wie Siegeswillen oder das Bestreben, eine Dynastie zu begründen, als Motor für Innovationen. Zwar hätte Marx diesen Aspekt vermutlich nicht bestritten, aber er betonte stärker den Sachzwang der Konkurrenz, der den Kapitalisten zur Akkumulation und technischen Neuerung zwingt, da er ansonsten als Kapitalist untergeht.